# El Silencio (Tabasco)
El Silencio es una localidad del municipio de Balancán ubicado en la subregión de los Ríos del estado mexicano de Tabasco.

## Geografía
La localidad se ubica a 33.4 kilómetros (en dirección este) de la localidad de Balancán de Domínguez, la cabecera y lugar más poblado del municipio. Se sitúa en las coordenadas geográficas 18°00′16″N 91°33′15″O / 18.004444, -91.554167, a una elevación de 39 metros sobre el nivel del mar.

## Demografía
Según el Conteo de Población y Vivienda 2020, efectuado por el Instituto Nacional de Estadística y Geografía, la localidad de El Silencio tiene 127 habitantes, de los cuales 67 son del sexo masculino y 60 del sexo femenino. Su tasa de fecundidad es de 2.93 hijos por mujer y tiene 32 viviendas particulares habitadas.
| Gráfica de evolución demográfica de El Silencio entre 2010 y 2020 |
|                                                                   |
| INEGI.                                                            |